# Hysteria (песма)
"Hysteria" (Хистерија) је сингл британског рок бенда Мјуз са њиховог трећег студијског албума, Absolution. Био је трећи сингл са овог албума. Датум издања у Великој Британији је био 1. децембар 2003. године, а сингл је издат као ЦД и DVD сет са пратећим 7" винилом. Песма се такође појављује на Absolution DVD.
Уметност за омот 7" винила је изабрана такмичењем, где је Адам Фулкус био победник. Остали примери уметности који нису победили се могу наћи у галерији уметности на DVD-у.
Спот песме је заснован на сцени разбуцавања хотела из филма Pink Floyd: The Wall. Такође је направљен и алтернативни спот за издање сингла у САД. У њему бенд свира у замраченој соби са лебдећим сферама у позадини.

## Списак песама

### CD
1. "Hysteria" - 3:47
2. "Eternally Missed" - 6:05 - Продуценти Џон Корнфилд, Пол Рив и Мјуз.

### DVD
1. "Hysteria Directors Cut Video"
2. "Hysteria (DVD Audio)"
3. "Hysteria (Live on MTV2 Video)"
4. "Single Artwork Gallery"

### Винил 7"
1. "Hysteria" - 3:47
2. "Eternally Missed" - 6:05 - Продуценти Џон Корнфилд, Пол Рив и Мјуз.